# Hirotaka Suzuoki
Hirotaka Suzuoki (鈴置 洋孝?, Suzuoki Hirotaka; Nagoya, 6 marzo 1950 – Suginami, 6 agosto 2006) è stato un doppiatore giapponese, laureatosi presso la Tokyo Keizai University.
Fra i suoi ruoli più famosi si possono citare Mobile Suit Gundam (Bright Noa), Captain Tsubasa (Kojiro Hyuga), Saint Seiya (Sirio il Dragone), Dragon Ball Z (Tenshinhan), The Transformers (Starscream), Ranma ½ (Tatewaki Kuno), Rurouni Kenshin (Saitō Hajime), Pokémon (Giovanni), e Daitarn 3 (Haran Banjō).
Nel 2006, Suzuoki è morto all'età di cinquantasei anni a causa di un carcinoma del polmone.

## Ruoli interpretati

### Anime
- Banner of the Stars (Dubeusec)
- Captain Tsubasa (Kojiro Hyuga)
- Classe di ferro (Omito Date)
- Crest of the Stars (Dubeusec)
- Cyber Team in Akihabara (Washu Ryugasaki)
- Tekkaman Blade (Chief Freeman)
- Dragon Ball (Tensing)
- Dragon Ball Z (Tensing, Telecronista Tornei Tenkaichi, telecronista alieno, Karoni)
- Dragon Ball GT (Tensing, Doll Takki, Uh Shenron
- Ken il guerriero (Shachi)
- Genesis Climber Mospeada (Yellow Belmont)
- Idol tenshi yōkoso Yōko (Hideki Yamashita)
- Kiddy Grade (Dextera)
- L'imbattibile Daitarn 3 (Banjo Haran)
- L'incantevole Creamy (Hyodo Shinnosuke)
- Serie Mobile Suit Gundam (Bright Noa)
  - Mobile Suit Gundam
  - Mobile Suit Zeta Gundam
  - Mobile Suit Gundam ZZ
  - Mobile Suit Gundam: Char's Counterattack
- Naruto the Movie: La primavera nel Paese della Neve (Nadare Roga)
- Pokémon (Sakaki (Giovanni))
- Ranma ½ (Tatewaki Kuno)
- Macross (Lynn Kaifun)
- Rurouni Kenshin (Saitō Hajime)
- Saint Seiya (Sirio il Dragone)
- Sei Jūshi Bismarck (Perios)
- Slayers Next (Rajara, noto anche come guardia del corpo di Tarim)
- Sengoku Majin Goshogun (Hojo Shingo)
- Space Battleship Yamato III (Kojirou Ohta)
- The Super Dimension Cavalry Southern Cross (Dess)
- Super Dimension Century Orguss (Olson D. Vern)
- Super Dimension Fortress Macross (Lynn Kaifun)
- Transformers (Starscream, Powerglide, Slingsho, Devcon)
- Trigun (Chapel the Evergreen)
- Millennium Actress (Junichi Ōtaki)

### OAV
- Legend of the Galactic Heroes (Ivan Konev and Ruppert Kesserlink)
- Prefectural Earth Defense Force (Kamir Santin)
- Urotsukidoji (Tatsuo Nagumo)
- Video Girl Ai (creatore di Ai)
- Fatal Fury 2 - La sfida di Wolfgang Krauser (Wolfgang Krauser)
- Virus Buster Serge (Raven)
- Lamù (Inaba)
- Le bizzarre avventure di JoJo Noriaki Kakyoin)
- Blue submarine no. 6 (Yuri Malakofsky)
- Georgie (Kenny)

### Videogiochi
- Dragon Ball Z: Ultimate Battle 22 (Tenshinhan, Telecronista Torneo Tenkaichi)
- Dragon Ball Z: Budokai (Tenshinhan)
- Dragon Ball Z: Budokai 2 (Tenshinhan, Telecronista Torneo Tenkaichi)
- Dragon Ball: Advanced Adventure (Tenshinhan)
- Dragon Ball Z: Budokai 3 (Tenshinhan, Telecronista Torneo Tenkaichi)
- Dragon Ball Z: Budokai Tenkaichi (Tenshinhan, Telecronista Torneo Tenkaichi)
- Dragon Ball Z: Budokai Tenkaichi 2 (Tenshinhan)
- Dragon Ball Z: Budokai Tenkaichi 3 (Tenshinhan)
- Dynasty Warriors: Gundam (Bright Noa)
- Dynasty Warriors: Gundam 2 (Bright Noa)
- Ghost in the Shell (Togusa)
- Growlanser III: The Dual Darkness (Viktor Hugo)
- I Cavalieri dello zodiaco - Il Santuario (Sirio il Dragone)
- Magna Carta: Tears of Blood (Astal)
- Mega Man X6 (Signas, Shield Sheldon)
- Mega Man X7 (Signas, Splash Warfly)
- Mobile Suit Gundam: Journey to Jaburo (Bright Noa)
- Mobile Suit Gundam: Encounters in Space (Bright Noa)
- Super Robot Wars Alpha (Banjo Haran, Acous, Bright Noa)
- Super Robot Wars Alpha Gaiden (Banjo Haran, Bright Noa)
- Super Robot Wars Alpha 2 (Banjo Haran, Shingo Houjo, Bright Noa)
- Super Robot Wars Alpha 3 (Banjo Haran, Shingo Houjo, Bright Noa)
- Super Robot Wars A Portable (Bright Noa, Banjo Haran)
- Super Robot Wars Z (Banjo Haran, Bright Noa)
- Super Robot Wars Z2: Destruction Chapter (Banjo Haran)
- Super Robot Wars Z2: Rebirth Chapter (Banjo Haran)
- Super Robot Wars Z3: Heaven Chapter (Banjo Haran)
- Super Robot Wars V (Banjo Haran)
- Super Robot Wars X (Banjo Haran)
- Rurōni Kenshin: Meiji kenkaku romantan - Enjō! Kyōto rinne (Saitō Hajime)
- Another Century's Episode (Bright Noa)